# 日本の国号

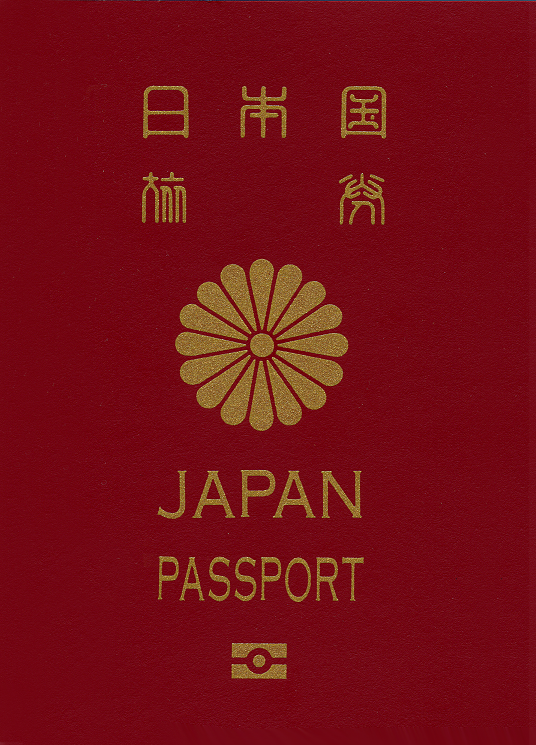
日本国旅券表紙。内名として「日本」、英語名として「JAPAN」を記載している。

日本の国号（にっぽん/にほん のこくごう）について論じる。日本において、国号を直接かつ明確に規定した法令は存在しないものの、本稿においては内名として一般的な「日本」および、英語をはじめとする外名として一般的な「Japan」（ジャパン）を中心に説明する。

## 「日本」

### 成立

#### 対外的な国号として

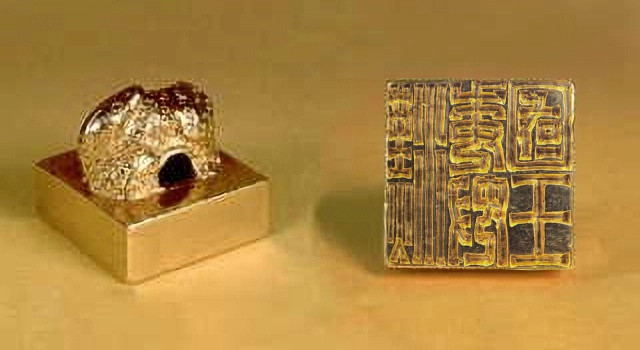
漢委奴国王印。中国においては、日本列島の国家は「倭」と呼称された。

中国の正史は、概して日本列島の国家のことを「倭」と呼称していた。『漢書』地理志の「楽浪海中に倭人有り、分かれて百余国を為す」が「倭」の確実な初出であり、『三国志』『後漢書』『宋書』『隋書』などにおいても同国号が用いられている。朝鮮半島は同時代の文献がなく、石上神宮七支刀銘文や好太王碑文は「倭」の呼称を用いているが時期も地域も限られ不明な点が多い。日本列島においてはヤマト王権の統一以来、「やまと」が内名として用いられていたが、5世紀の「倭の五王」などに代表されるように、中国との交渉の際は「倭」の国号が採用された。
しかし7世紀以降は、『隋書』の「日出処天子」や、『日本書紀』の「東天皇」など、対外的なものとしても「倭」の呼称は避けられていたようである。このときの「日出ずる処」という語句が「日本」国号の淵源となったとする主張もある。しかし、「日出ずる処」について、仏典『大智度論』に東方の別表現である旨の記述があるため、現在、単に文飾に過ぎないとする指摘もある。『旧唐書』・『新唐書』などを理由として「日本」国号は、日本列島を東方に見るという中国大陸からの視点に立った呼称であるとする説もある。
中国の正史における「日本」の名称の初出は、『旧唐書』である。同書は「倭国伝」と「日本国伝」の項を別に立て、後者の冒頭で
「日本国は倭国の別種なり。其の国、日の辺に在るを以ての故に、日本を以て名と為す」
「或いは曰く、倭国自ら其の名の雅ならざるを悪（にく）み、改めて日本と為す」
「或いは曰く、日本は旧（もと）小国、倭国の地を併す」
のように、倭と日本の関係について言及している。
一方で『新唐書』では
「のち稍（やうや）く夏（か）の音を習ひて倭の名を悪み、更めて日本と号す。使者自ら言ふ、国、日の出るところに近ければ、以て名となす」
「あるいは云ふ、日本は小国にして、倭のあはすところとなるが故にその号を冒す」
とあり、逆に、倭が日本を併合し、その名をとったとする説も出てくる。夏の音（漢音）の教師は『日本書紀』持統天皇5年（691年）と翌年に「音博士」として現れる唐人の続守言と薩弘恪と見られる。
なお479年に加羅の荷知王は、南朝の斉から「輔国将軍・本国王」に封じられており、加羅は倭王武の「都督」に含まれるため、少なくとも「本」の文字は新旧両『唐書』、中でも『新唐書』の最後の異伝に近似している。
その他の中国側資料として、以下のものが挙げられる。倭と日本の関係については後世の正史のような混乱は見られない。
武后改倭國爲日本國
（武后が倭国を改めて日本国と為す）—『史記正義』虞舜篇 開元24年（736年）
倭國武皇后改曰日本國
（倭国は武皇后が改めて日本国と曰う）—『史記正義』夏禹篇 開元24年（736年）

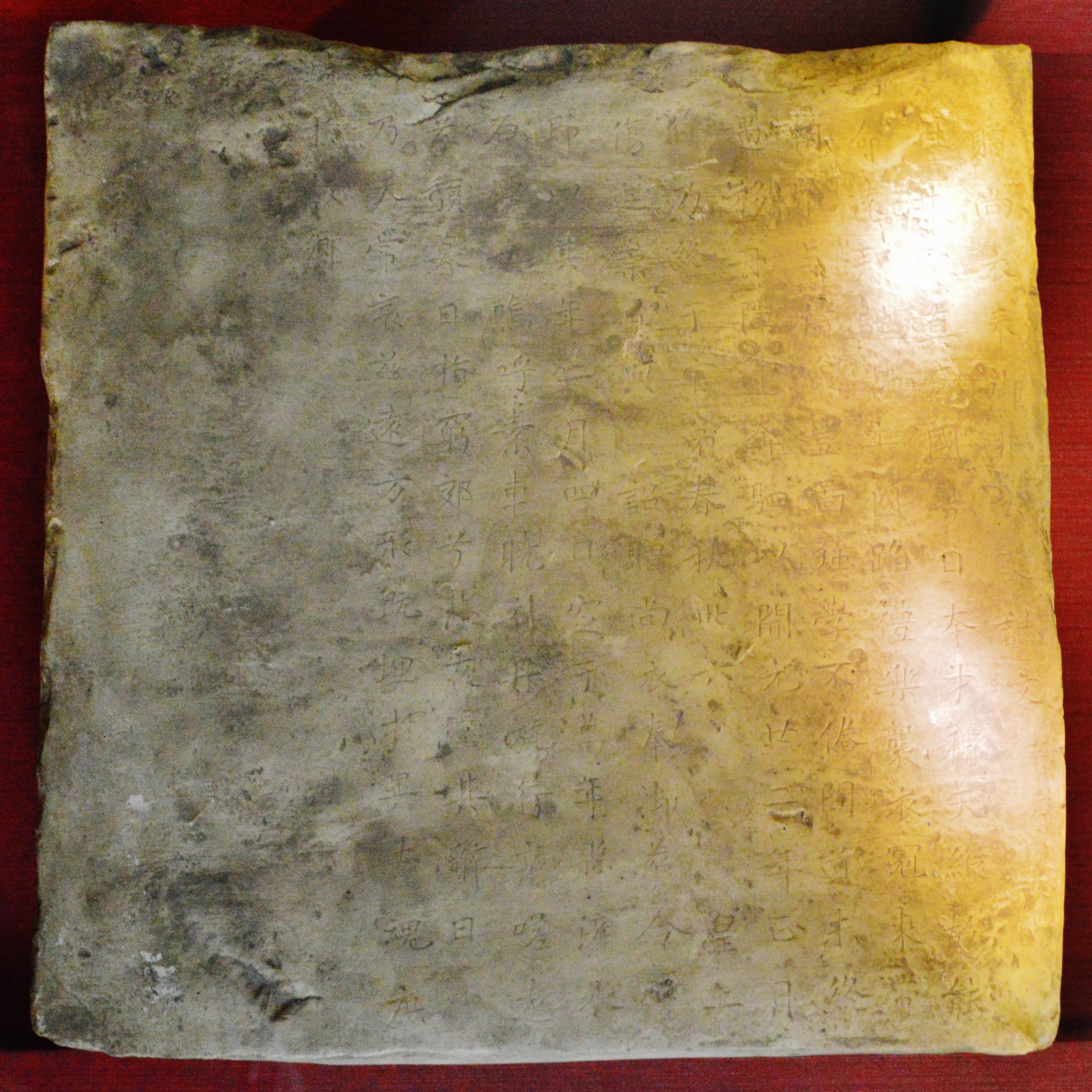
井真成墓誌。「日本」の国号があらわれる最古級の史料のひとつである。

『続日本紀』には、大宝2年（702年）の遣唐使が、唐側の用いた「大倭国」という国号を退け、「日本国」を主張したという記述があり、これが最も古い、年代が明らかな「日本」の用例である。また、開元22年（734年、日本：天平6年）銘の井真成墓誌にも「日本」の号が見られる。さらに2011年7月に発見された、678年制作とみられる百済人・祢軍の墓誌には「日本」の文字があったが、これについて神野志隆光は、同墓誌における「日本」が、「風谷」という国号とは考えがたい語句と対句の関係にあることから、ここでの「日本」は「東の果て」を指す言葉、この墓誌においては百済を指すという見解を示している。
さらに後世の文献としては、以下のものが挙げられる。
咸亨元年三月、遣使賀平髙麗、爾後繼来朝貢。則天時、自言其國近日所出、故號日本國
（咸亨元年（670年）三月、使を遣わし、高麗を平ぐるを賀し、爾後継いで来たりて朝貢す。則天の時、自ら言う「其の国、日の出づる所に近し、故に日本国と号す」と）—北宋の王溥、『唐会要』建隆2年（961年）
天智死、子天武立。死、子總持立。咸亨元年、遣使賀平髙麗。後稍習夏音、惡倭名、更號日夲。使者自言、国近日所出、以爲名
（天智死し、子の天武立つ。死し、子の總持立つ。咸亨元年、使を遣わし髙麗を平ぐるを賀す。後ち稍く夏音を習い、倭の名を悪み、更めて日夲と号く。使者自ら言う、国、日の出づる所に近く、以て名と為すと）—北宋の宋祁、『新唐書』嘉祐5年（1060年）
『新唐書』を引用したものと考えられる『三国史記』には、「文武王咸亨元年（670年）に、倭国を改めて日本国と号した」とあるが、『新唐書』には咸亨元年の遣唐使来訪「後」に日本の国号変更がおこなわれたとある。更に孝昭王の698年3月には「日本国から使者が来た」とあるが、『続日本紀』には2月に新羅使・金弼徳の帰国記事のみがある。『三国遺事』には670年以前に「日本」が現れる伝説（新羅の阿達羅王4年（157年）の延烏郎・細烏女、真平王代の融天師彗星歌、善徳女王代の皇龍寺九層塔）も収められている。
「日本」の成立年代としては、以下のような説が提起されている。
- 天武天皇の治世（672年 - 686年）又は少し後に成立したとする説[13]。これは、この治世に「天皇」の号および表記が成立したと同時期に「日本」という表記も成立したとする見解である。例えば吉田孝は、おそらく持統天皇3年（689年）の飛鳥浄御原令で「日本」表記が定められたのではないだろうかと推測する[注釈 7]。ただし吉田は「天皇」表記については『古事記』が「天皇」を用いながら「日本」を全く用いないことを指摘し[注釈 8]、「天皇」は「日本」と異なる動機から先に成立していた可能性も十分あるとする[14]。
- 大宝元年（701年）の大宝律令の成立の前後に「日本」表記が成立したとする説。例えば神野志隆光は、大宝令公式令詔書式で「日本」表記が定められたとしている[15]。ただし、『日本書紀』の大化元年（645年）七月条には、高句麗・百済からの使者への詔には「明神御宇日本天皇」とあるが、今日これは、後に定められた大宝律令公式令を元に、『日本書紀』（養老4年（720年）成立）の編者が潤色を加えたものと考えられている[16]。

#### 対内的な国号として
日本国内において、「日本」の国号は持統天皇の時代（藤原宮御宇天皇代）から用いられはじめたことが『万葉集』から推測できる。『日本書紀』や、『海外国記』逸文においては「日本」の国号があらわれるが、いずれも「日本」の国号が使われはじめた8世紀以降の刊行であるため、それ以前の時代の記述に関しても「倭」を「日本」と改めている可能性は否定しがたい。『万葉集』も8世紀の刊行であるが、吉田孝は『日本の誕生』の冒頭で『万葉集』では「倭」と「日本」が歌人の意志通りに書き分けられていることを説明している。
以下に挙げるように、元来日本では、多種多様な自称があった。
- 「大八洲(おおやしまくに)」—「養老令」
- 「大八洲(島)国(おおやしまくに)」—「古事記」、「日本書紀」神代
- 「葦原中国(あしはらなかつくに)」—「古事記」、「日本書紀」神代
- 「豊葦原之千秋長五百秋之瑞穂国(とよあしはらのちあきのながいほあきのみずほのくに)」—「日本書紀」神代
- 「豊葦原千五百秋瑞穂国(とよあしはらのちいほあきのみずほのくに)」—「日本書紀」神代
- 「秋津島(洲)(あきずしま)」—「古事記」、「日本書紀」神武記・孝安記
- 「大日本豊秋津洲(おおやまととよあきずしま)」—「日本書紀」神代

### 由来
「日本」の国号の由来については、以下の記述がある。
倭国更號日本。自言近日所出。以爲名。（倭国あらためて日本となづく、自ら言う、「日の出づる所に近く、以て名と為す」と）—『三國史記 巻第六 新羅本紀第六 文武王 上』
これに関連して中国哲学研究者の大形徹は、「唐代の発音は地方に残っている。唐代に日本の使節が中国に日本と決めたことを報告したとき、当時の中国人が発音したのが『ニッポン』だったのだろう。日本の使者は、日本国内では『ひのもと』あるいは『やまと』と呼んでいたのかもしれない。しかし、『日本』という漢字二文字を中国に持って行ったときに、『ニッポン』という発音を教えられたのではないかと思う。」としている。しかし、中国への通告以前の日本国内において、どれだけの期間「日本」の漢字二字の国号が検討されたか、また「日本」「ひのもと」「やまと」が呼称がどれだけ普及していたかなどについて、同氏は触れていない。

### 読み

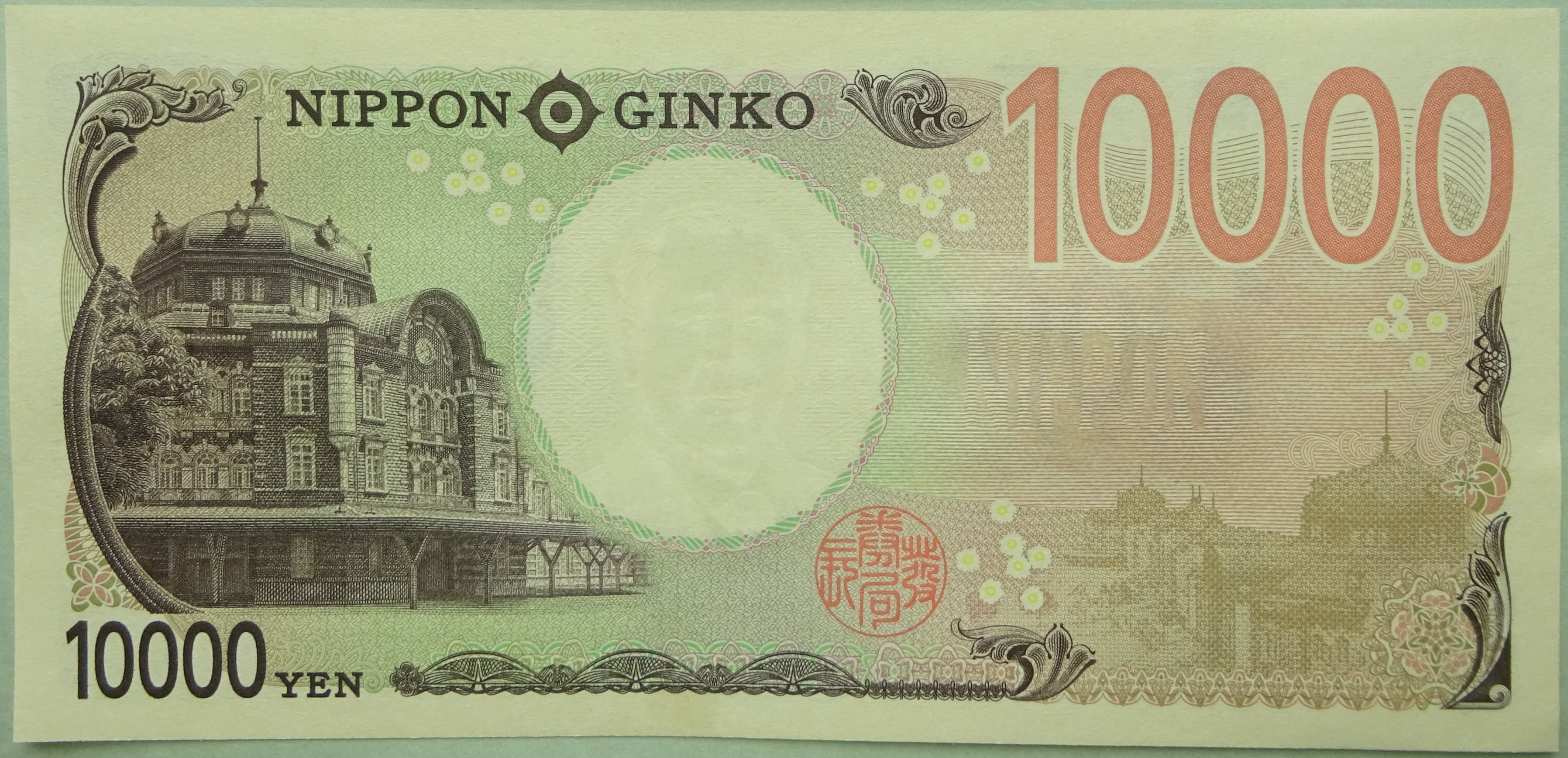
一万円紙幣（F号券）。「NIPPON GINKO」と印刷されている。

「日本」の読み方としては、「にほん」と「にっぽん」のふたつがある。2009年6月30日、日本政府は、「『にっぽん』『にほん』という読み方については、いずれも広く通用しており、どちらか一方に統一する必要はない」とする答弁書を閣議決定している。日本経済新聞が2016年に行った調査によると、社名に「日本」が含まれる上場企業の読み方は、「にほん」が60%、「にっぽん」が40%であり、「にっぽん」と読ませる企業の比率が増加傾向にあった。テレビ番組名では「にっぽん」が使われることが多くなってきている。
歴史的には、通説では7世紀後半の国際関係から生じたとされる「日本」の国号は、「ニッポン」（呉音）ないし「ジッポン」（漢音）と読まれたものと推測される。日本国内においては「日本」は「やまと」と読まれていたようであり、『万葉集』においては、「ひのもと」という読みは、「ひのもとのやまと」というように「やまと」の枕詞としてしか用いられておらず、他はすべて「やまと」である。「ひのもと」が「やまと」にならぶ日本語風の国号として用いられるのは、平安時代以降のことである。都が山城国に移っても「日本」が「やましろ」と読み替えられることはなく、「ニホン」「ニッポン」の音読に移行していった。
室町時代の謡曲狂言は、中国人に「ニッポン」と読ませ、日本人に「ニホン」と読ませている。安土桃山時代にポルトガル人が編纂した『日葡辞書』や『日本小文典』などには、「ニッポン」「ニホン」「ジッポン」の読みが見られ、その用例から判断すると、改まった場面・強調したい場合に「ニッポン」が使われ、日常の場面で「ニホン」が使われていた。近代以降も「ニホン」「ニッポン」両方使用される中、1934年には文部省臨時国語調査会が「にっぽん」に統一して外国語表記もJapanを廃してNipponを使用するという案を示したこともあったが、不完全に終わった。同年、日本放送協会（にっぽんほうそうきょうかい）は「放送上、国号としては『にっぽん』を第一の読み方とし『にほん』を第二の読み方とする」旨の決定をしたが、以降も「にっぽん」と読む番組（『にっぽん縦断 こころ旅』など）と「にほん」と読む番組（「新日本風土記（しんにほんふどき）」など）が混在している。日本国憲法制定の際にも、読みについての議論で、憲法担当大臣金森徳次郎は「ニホン、ニッポン両様の読み方がともに使われることは、通念として認められている」と述べており、どちらかに決められることはなかった。日本国憲法の読みについて、内閣法制局は、読み方について特に規定がなく、どちらでもよいとしている。オリンピックの日本選手団は入場行進時のプラカード表記を英語表記の「JAPAN」としているが、初参加となった1912年のストックホルムオリンピックの選手団のみ「NIPPON」の表記を使っていた。上皇明仁は一貫して「にほん」と読んでいる。

## 「Japan」

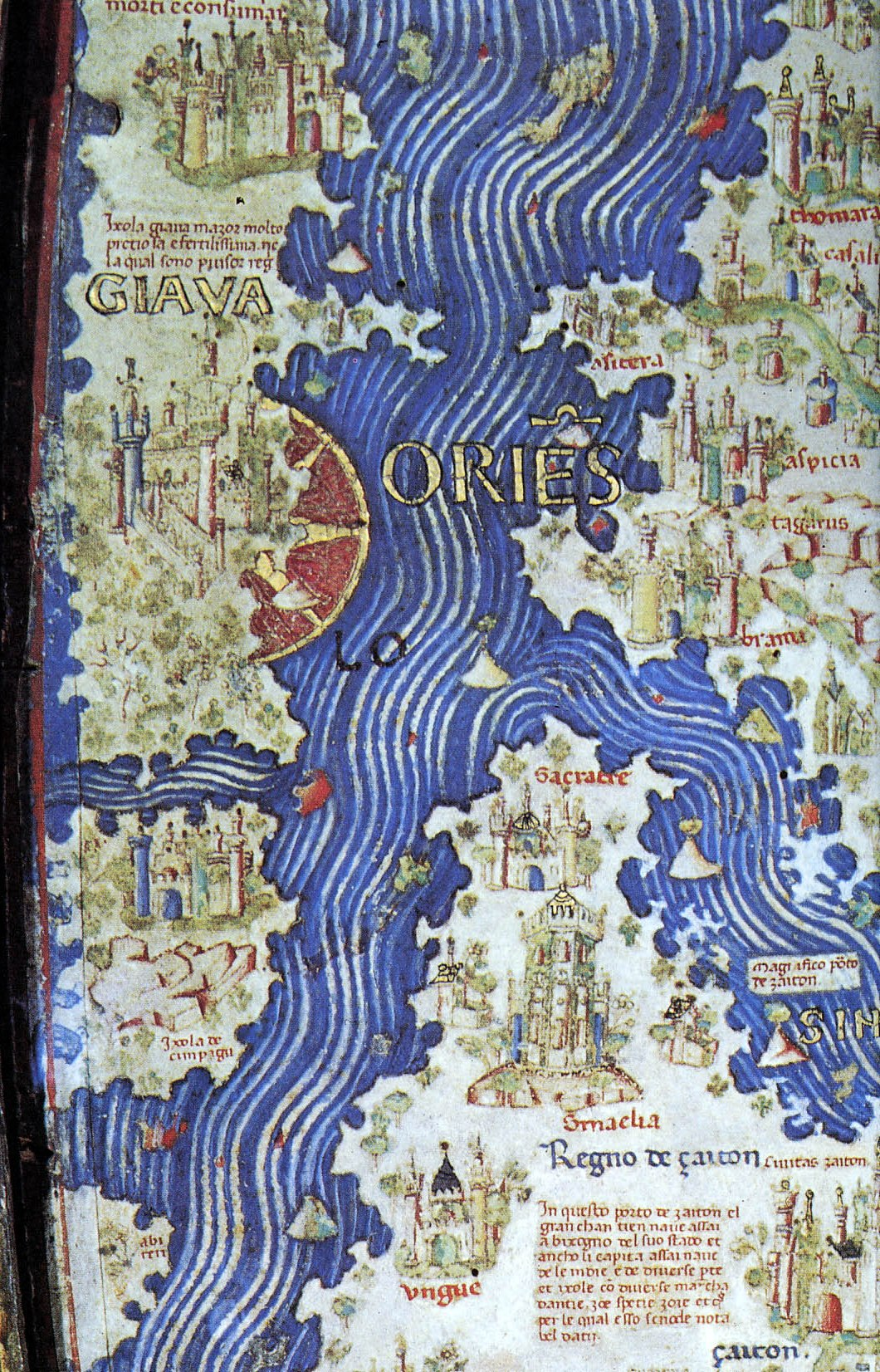
フラ・マウロの世界図（1453年）。「Cipangu」として日本を描き入れている。

### 成立
現代語における日本の外名としては、英語・オランダ語・ドイツ語における「Japan」（ジャパン）、フランス語における「Japon」（ジャポン）、スペイン語における「Japón」（ジャポン）などがある。
マルコ・ポーロの『東方見聞録』には、写本により多少の綴りの差異はあるものの、日本を指す「Cipangu」（ジパング）に関する記載があるほか、同時期に書かれたラシードゥッディーンの『集史』にも、「Jimingu」「Jipangu」「Jibangu」が現れる。これらが、西洋世界における日本の初期の紹介例である。「Japan」の語源は閩語ないし呉語で発音した「日本」であると考えられており、東西の交易を通じて西洋世界にもたらされた。マレー語において「日本」を意味する言葉である「Japang」ないし「Japun」は、中国の南部沿岸の方言から借用されたものであり、同地を来訪したポルトガル人商人を通して16世紀初頭に伝えられた。英語におけるこの語の初出は1577年であり、1565年に書かれたポルトガル語の書簡を訳した書籍において、「Giapan」の綴りが用いられている。

### 欧州発行の古地図上での表記
- 「CIPANGU」1300年ごろ[32]
- 「IAPAM」1560年ごろ[33]
- 「ZIPANGNI」1561年[34]
- 「IAPAN」1567年ごろ[35]
- 「IAPAM」1568年ごろ[36]
- 「JAPAN」発行年不明[37]
- 「IAPONICUM」1585年[38]
- 「IAPONIAE」1595年[39]
- 「IAPONIA」1595年[40]
- 「IAPONIÆ」1595年[41]
- 「IAPONIA」1598年[42]
- 「IAPONIA」1598年[43]
- 「IAPAO」1628年[44]
- 「Iapan」1632年[45]
- 「IAPONIA」1655年[46]
- 「IAPON」発行年不明[47]
- 「Iapan」1657年[48]
- 「IAPONIA」1660年ごろ[49]
- 「NIPHON」1694年ごろ[50][注釈 12]
- 「JAPAM」1628年[51]
- 「YAPAN」1628年[52]
- 「IAPON」17世紀[53]
- 「IMPERIUM IAPONICUM」18世紀初[54]
- 「IMPERIUM IAPONICUM」1710年ごろ[55]
- 「IAPONIA」18世紀初[56]
- 「IAPON」1720-30年[57]
- 「IMPERIVM JAPONICVM」1727年[58]
- 「HET KONINKRYK JAPAN」1730年ごろ[59]
- 「JAPANIÆ REGNVM」1739年[60]

## その他の呼称

### 和語
- 「あきつしま」—「秋津（あきつ）」は、「とんぼ」の意。孝安天皇の都の名「室秋津島宮」に由来するとされる[24]。
  - 「秋津島」
  - 「大倭豊秋津島」（『古事記』本州の別名として）
  - 「大日本豊秋津洲」（『日本書紀』神代）
- 「あしはらのなかつくに』—「葦原」は、豊穣な地を表すとも、かつての一地名とも言われる。
  - 「葦原の中つ国[61]」（あしはらのなかつくに、葦原中国）（『古事記』、『日本書紀』神代）
  - 「豊葦原（とよあしはら）」
  - 「豊葦原瑞穂国」
  - 「豊葦原之千秋長五百秋之水穂国（とよあしはらのちあきながいほあきのみずほのくに）」（『古事記』）
  - 「豊葦原千五百秋瑞穂国（とよあしはらのちいほあきのみずほのくに）」（『日本書紀』神代）
- 「うらやすのくに」—心安（うらやす）の国の意。
  - 「浦安国」（日本書紀・神武紀）
- 「おおやしま」—国生み神話で、最初に創造された八個の島で構成される国の意。古事記では順に淡路島：四国：隠岐：九州：壱岐：対馬：佐渡：本州。
  - 「大八島」「太八島」
  - 「大八洲」（『養老令』）
  - 「大八洲国」（『日本書紀』神代）
- 「くわしほこちたるくに」—精巧な武器が備わる国の意。
  - 「細矛千足国」（日本書紀・神武紀）
- 「しきしま」—「しきしま」は、欽明天皇の都「磯城島金刺宮」に由来するとされる[24]。
  - 「師木島」（『古事記』）
  - 「磯城島」「志貴島」（『万葉集』）
  - 「敷島」
- 「たまかきうちのくに」
  - 「玉牆内国」（日本書紀・神武紀）
  - 「玉垣内国」（『神皇正統記』）
- 「ひのいづるところ」—遣隋使が煬帝へ送った国書にある「日出處」を訓読したもの。
  - 「日出処」（隋書）
- 「ひのもと」—雅語で読むこともある[注釈 13]。
- 「ほつまのくに」
  - 「磯輪上秀真国（しわかみの：ほつまのくに）」（日本書紀・神武紀）
- 「みづほのくに」—みずみずしい稲穂の実る国の意。
  - 「瑞穂国」
- 「やまと」—大和国（奈良県）を特に指すとともに日本全体の意味にも使われる。
  - 「虚空見つ日本の国」（そらみつやまとのくに）

### 漢語
「倭」「倭国」「大倭国（大和国）」「倭奴国」「倭人国」の他、扶桑蓬萊伝説に準えた「扶桑」、「蓬莱」などの雅称があるが、雅称としては特に瀛州（えいしゅう）・東瀛（とうえい）と記される。このほかにも「東海姫氏国」「東海女国」「女子国」「君子国」「若木国」「日域」「日東」「日下」「烏卯国」「阿母郷」（阿母山・波母郷・波母山）などがあった。
「皇朝」は、もともと中原の天子の王朝をさす漢語だが、日本で天皇の王朝をさす漢文的表現として使われ、国学者はこれを「すめみかど」ないし「すめらみかど」などと訓読した。「神国」「皇国」「神州」「天朝」「天子国」などは雅語（美称）たる「皇朝」の言い替えであって、国名や国号の類でない。「本朝」も「我が国」といった意味であって国名でない。江戸時代の儒学者などは、日本を指して「中華」「中原」「中朝」「中域」「中国」などと書くことがあったが、これも国名でない。「大日本」と大を付けるのは、国名の前に大・皇・有・聖などの字を付けて天子の王朝であることを示す中国の習慣から来ている。ただし、「おおやまと」と読む場合、古称の一つである。「帝国」はもともと「神国、皇国、神州」と同義だったが、近代以後"empire"の訳語として使われている。大日本帝国憲法の後「大日本帝国」の他「日本」「日本国」「日本帝国」「大日本」「大日本国」などといった表記が用いられた。戦後の国号としては「日本国」が専ら用いられる。

### 倭漢通用
江戸初期の神道家である出口延佳と山本広足が著した『日本書紀神代講述鈔』に倭漢通用の国称が掲載されている。
- 「倭国」
- 「和面国」
- 「和人国」
- 「野馬台国」、「耶摩堆」
- 「姫氏国」、「女王国」
- 「扶桑国」
- 「君子国」
- 「日本国」 - 垂仁天皇2年、任那のツヌガアラシト（都怒我阿羅斯等）は、ある村に祀られていた白い石の変化である童女を得たが、その後に逃げた童女を追って「日本国」に入り、その童女が難波（なんば）と豊国々前郡（とよくにの みちのくちの くに）の比賣語曾社（ひめごその やしろ）の祭神となっているのを見つけたとされている（日本書紀）。

### その他の言語
- 漢字文化圏においては、リーベン（中: Rìběn;日本）[注釈 16]、イルボン（朝: 일본;Ilbon;日本）、ニャッバーン（越: Nhật Bản;日本）[注釈 17]など、「日本」をそのまま自言語の発音で読んでいる。